# Campiña del Pisuerga

La comarca de la Campiña del Pisuerga en blau cel

La Campiña del Pisuerga és una comarca situada al centre de la província de Valladolid, que fa frontera amb El Cerrato. El curs del riu Pisuerga estableix la comarca i en aquesta hi ha la capital provincial, Valladolid, que alhora també és el cap comarcal.

## Municipis
Arroyo de la Encomienda, Cabezón de Pisuerga, Cigales, Corcos, Cubillas de Santa Marta, Geria, Quintanilla de Trigueros, Santovenia de Pisuerga, Simancas, Valladolid, San Martín de Valvení, San Miguel del Pino, Trigueros del Valle, Valoria la Buena, Zaratán.